# 精華町立図書館
精華町立図書館（せいかちょうりつ としょかん、Seika Town Library）は、京都府相楽郡精華町にある公共図書館。

## 沿革

### 年表
出典：
- 1973年7月 - 精華町文庫開設（旧体育館2階会議室）
- 1974年3月 - 移動図書（ライトバン）の開始
- 1975年5月 - 移動図書館車購入（初代あおぞら号）
- 1978年5月 - 精華町立図書館設置（旧水道事務所へ移転）
- 1985年3月 - 旧水道事務所から役場敷地 内に新築移転
- 1987年7月 - 移動図書館車新車更新（二代目あおぞら号）
- 1992年11月 - 移動図書館車新車更新（三代目あおぞら号：車体図案「バーバパパ」）
- 2001年4月 - 新精華町立図書館、新築移転開館
- 2006年7月 - 図書館情報システム更新、ホームページ開設
- 2007年1月 - インターネット予約の受付開始
- 2013年10月 - 門脇文庫の開設
- 2017年4月 - 利用者カード発行開始
- 2019年3月 - 読書手帳の配布開始
- 2024年3月 - ライブラリーテラス開設

## 施設構造
精華町役場庁舎の東側に位置し、2階で接続している。1階には閉架書庫や倉庫のほか、図書館の行事などで使用される集会所がある。2階には図書や新聞・雑誌、視聴覚資料を配架している。受付カウンターもあり、貸出・返却や利用者登録などの手続きはここで行われる。座席だけでなく、たたみコーナーで読書ができるのが特徴的である。
建物概要
地上2階
延床面積：2,286m2

## サービス
館外貸出
図書：10冊まで2週間
視聴覚資料（ビデオ・DVD・CD・カセットテープ）：いずれか2点まで2週間
開館時間
平日：10時00分 - 18時00分
休日：09時00分 - 17時00分
休館日
月曜日
国民の祝休日（土・日曜日を除く。月曜日と重なる場合はその翌日も休館）
最終木曜日（祝・休日の場合は、直前の休みのない日も休館）
年末年始（12月28日から1月4日まで）
特別整理期間

## 立地
JR西日本学研都市線「祝園駅」または近鉄京都線「新祝園駅」から徒歩約10分の場所に位置している。このほか、奈良交通バス「精華町役場・東」や精華くるりんバス「役場・図書館」を利用することができる。
精華町は関西文化学術研究都市の一角であり、この図書館のほかに国立国会図書館関西館も設置されている。